# Филип Рачев
Филип Петков Рачев е български учен - юрист, адвокат и дългогодишен университетски преподавател по гражданско и търговско право в Юридическият факултет при Университета за национално и световно стопанство.

## Биография
Роден е през 1931 г. в град Горна Оряховица. Дипломира се в специалност право в Софийския университет през 1963 г. След дипломирането си, постъпва като редовен асистент по гражданско право в правния институт към БАН (1963-1967 г.) По-късно постъпва като докторант в катедра „Правни науки“ към Университета за национално и световно стопанство. Там защитава докторска дисертация на тема „Регресната договорна отговорност“, през 1970 г.. От 1977 г. е доцент по Гражданско право в същия университет, а от 1987 редовен професор по административно право и административен процес (стопанско и търговско право).
Водил е лекционни курсове по гражданско право, търговско право, публично търговско право, кооперативно право и други.
Говори немски, френски и руски език.
Почива в края на 2018 г.